# 阿佩齊卡山
48°10′51.8″N 23°59′47.5″E / 48.181056°N 23.996528°E

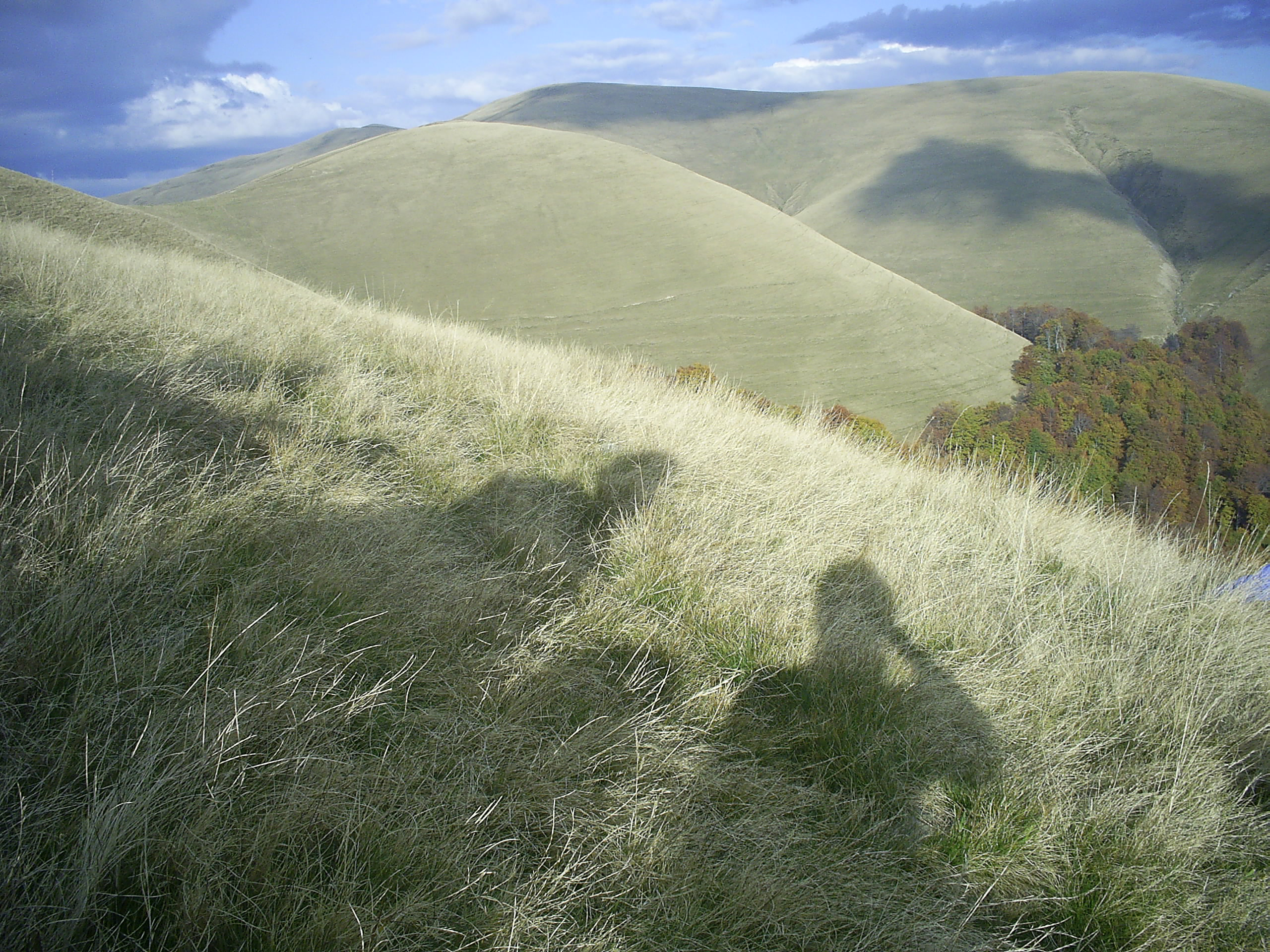

阿佩齊卡山是烏克蘭的山峰，位於西部外喀爾巴阡州，屬於烏克蘭喀爾巴阡山脈的一部分，海拔高度1,511米，每年平均降雨量1,295毫米。